# Дисендънтс
Дисендънтс (на английски: Descendents) са американска пънк група от Манхатън Бийч, предградие на Лос Анджелис в Калифорния. Групата е създадена 1978 г. и е активна през 1978–1989, 1995–1997 и от 2002 до днес. Настоящи членове на групата са Майло Окерман (от 1981 до днес), Стивън Егертън (от 1987 до днес), Карл Алварез (от 1987 до днес) и Бил Стивънсън (от 1979 до днес). Майло има докторат по биохимия, единият от първоначалните им албуми се нарича Milo goes to college (Майло отива в колеж), който е наречен така тъй като Майло действително отива да следва в колеж по това време.

## Албуми
- Milo Goes to College (Майло отива в колеж) (1982)
- I Don't Want to Grow Up (Не искам да порастна) (1985)
- Enjoy! (Наслаждавайте се!) (1986)
- ALL (ВСИЧКИ) (1987)
- Everything Sucks (Всичко е скапано) (1996)
- Cool To Be You (Яко е да си ти) (2004)